# Mollom
Mollom était un service destiné à la lutte contre les spams sur les sites web, basé sur une combinaison de filtre de spam et d'un serveur CAPTCHA.
Dries Buytaert, son développeur, le décrit comme « un exterminateur de spam en deux temps trois mouvements ».

## Histoire
Lancé le 31 mars 2008, Mollom a très rapidement bénéficié du succès d'un autre projet de son créateur, Drupal. 
En 2013, plus de 59 000 sites étaient protégés par Mollom, mais ils n'étaient plus que 41 000  en 2017.
Il est la propriété de la start-up Acquia.
Le service a été arrêté le 2 avril 2018.